# Intel 80186

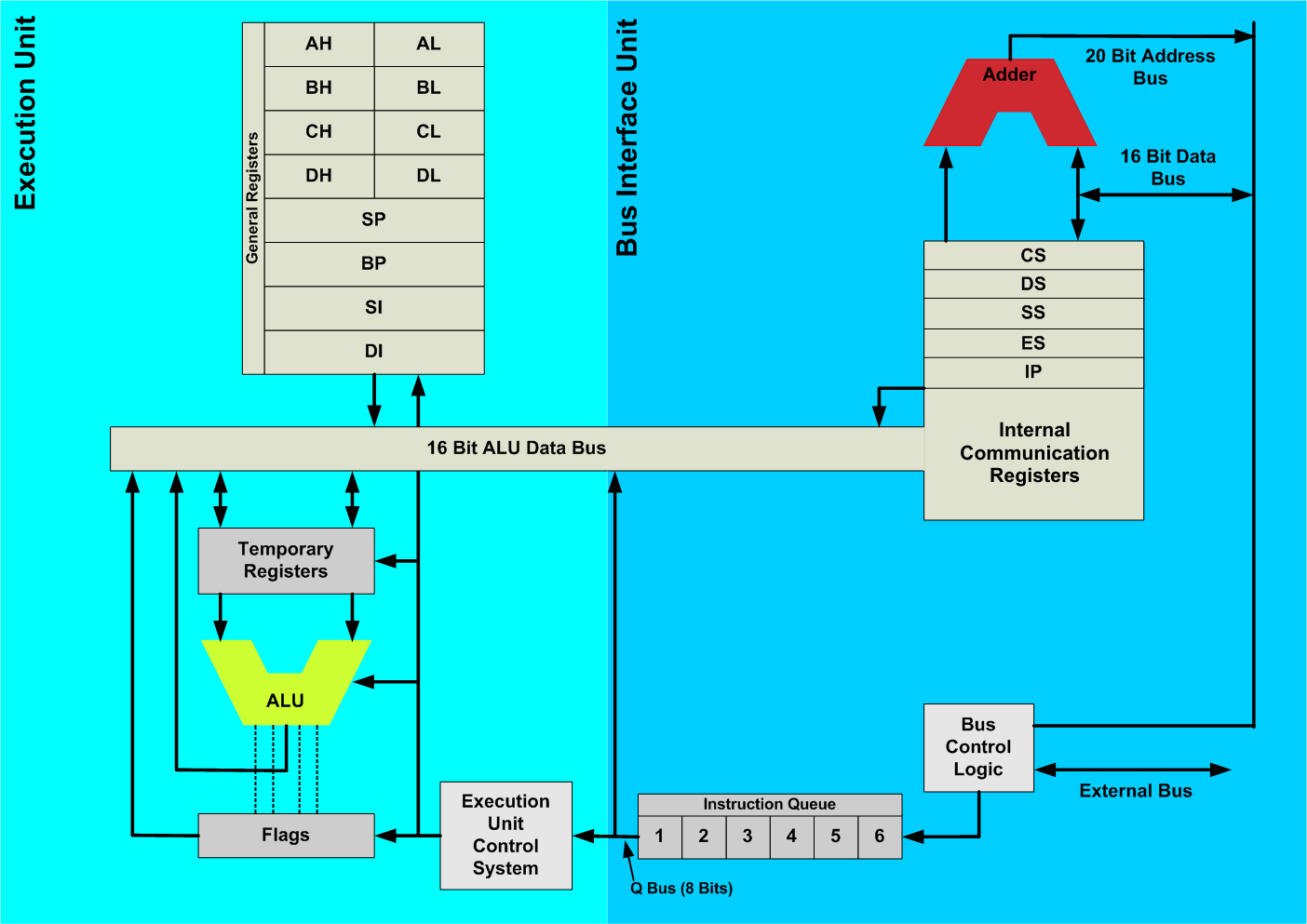
Architecture de l'Intel 80186.

Intel 8086
Intel 8088 Intel 80286
L'Intel 80186 est un microprocesseur 16 bits CISC développé par Intel en 1982. Il est l'un des plus méconnus du constructeur car il a été étouffé dans l'œuf : il est sorti la même année que le 80286 qui était beaucoup plus puissant.
Le 80186 était une amélioration des processeurs Intel 8086 8088. À l'instar du 8086, il avait un bus externe sur 16 bits. Une version avec bus externe de 8 bits était également disponible : l'Intel 80188. La fréquence de base des 80186 et des 80188 était de 6 MHz.
Le 80186 a surtout été utilisé dans les cartes d'entrée-sortie dites intelligentes (cartes réseaux) et en tant que processeur embarqué. Il n'a pas été utilisé dans beaucoup de PC, mais les rares ordinateurs fonctionnant autour de cette puce étaient plus puissants que les 8088 et 8086 (environ 30 % plus rapide). L'un d'entre eux était le Mindset, un ordinateur très avancé pour l'époque. Un autre fut le Gateway Handbook, un petit ordinateur portable. Un troisième fut le Compis, un ordinateur suédois pour l'école. Autre machine, l'ordinateur de bureau Tandy 2000, un ordinateur présenté comme compatible IBM PC, mais dans les faits peu compatible.
En France, Symag conçut l'Orchidée à CPU interchangeable, comprenant le Z80 et le 80186. Le Goupil G4, autre ordinateur de bureau français, était également équipés d'un 80186 cadencé à 8 MHz.
Au delà des ordinateurs, on trouve aussi le 80186 dans les petits PDA de chez HP, les 200LX et 2000CX qui fonctionnent sous DOS 5.0 et intègrent un ensemble de logiciels très complets.
Une des qualités principales des 80186/80188 était d'intégrer une quinzaine de circuits programmables (deux contrôleurs DMA, trois Timers, un circuit de gestion des interruptions, une unité de gestion de mémoire). Dans la génération précédente, chacun de ces composants, nécessaires à la réalisation d'un ordinateur, était implanté dans une puce différente sur la carte mère. Les regrouper sur la même puce permettait de simplifier les circuits et de réduire les coûts de fabrication. 

## Nouvelles instructions
Les nouvelles instructions apportées par le 80186 étaient les suivantes :
```
ENTER   Make stack frame for procedure parameters
LEAVE   High-level procedure exit
PUSHA   Push all general registers
POPA    Pop all general registers
BOUND   Check array index against bounds
IMUL    Signed (integer) multiply
INS     Input from port to string
OUTS    Output string to port

```